# Gammelby Ringvej (Esbjerg)
 Gammelby Ringvej er en fire og to sporet ringvej gennem bydelen Gammelby i det sydlige Esbjerg. Den østligste ende af vejen er motortrafikvej og en del af Europavej E20.
Inden Estrupvej åbnede den 21. juni 2012, førte vejen trafikken fra Tjæreborgvej ved Esbjergmotorvejen til Esbjerg Havn, efter åbning af omfartsvejen, er vejen blevet aflastet for meget gennemkørende tung trafik.
Vejen forbinder Østre Havnevej i vest med Tjæreborgvej i øst og har forbindelse til Estrupvej, Darumvej, Ringen, Exnersgade og Jernbanegade.
- Gammelby Ringvej ved Ringen